# Liste der Kulturdenkmäler in Eudorf
Die folgende Liste enthält die in der Denkmaltopographie ausgewiesenen Kulturdenkmäler auf dem Gebiet des Ortsteils Eudorf der  Stadt Alsfeld, Vogelsbergkreis, Hessen.
Hinweis: Die Reihenfolge der Denkmäler in dieser Liste orientiert sich an der Anschrift, alternativ ist sie auch nach der Bezeichnung, der vom Landesamt für Denkmalpflege vergebenen Nummer oder der Bauzeit sortierbar.
Kulturdenkmäler werden fortlaufend im Denkmalverzeichnis des Landes Hessen durch das Landesamt für Denkmalpflege Hessen auf Basis des Hessischen Denkmalschutzgesetzes (HDSchG) geführt. Die Schutzwürdigkeit eines Kulturdenkmals hängt nicht von der Eintragung in das Denkmalverzeichnis des Landes Hessen oder der Veröffentlichung in der Denkmaltopographie ab.

| Bild                              | Bezeichnung                       | Lage                                                 | Beschreibung | Bauzeit | Objekt-Nr. |
| --------------------------------- | --------------------------------- | ---------------------------------------------------- | ------------ | ------- | ---------- |
| Bild gesucht BW                   | Gesamtanlage Eudorf               | Gesamtanlage Lage                                    |              |         | 12459 DDB  |
| Wohnhaus                          | Wohnhaus                          | An der Welzbach 7 LageFlur: 1, Flurstück: 39/2       |              |         | 13357 DDB  |
| Fachwerkwohnhaus                  | Fachwerkwohnhaus                  | An der Welzbach 12 LageFlur: 1, Flurstück: 163/2     |              |         | 12461 DDB  |
| Streckhof                         | Streckhof                         | An der Welzbach 13 LageFlur: 1, Flurstück: 151/1     |              |         | 12462 DDB  |
| Hofanlage                         | Hofanlage                         | Eifaer Weg 4 LageFlur: 1, Flurstück: 49/1            |              |         | 12637 DDB  |
| weitere Bilder                    | Evangelische Pfarrkirche          | Elbenröder Straße 4 LageFlur: 1, Flurstück: 183/2    |              |         | 12464 DDB  |
| Hofanlage                         | Hofanlage                         | Elbenröder Straße 8 LageFlur: 1, Flurstück: 179/1    |              |         | 12465 DDB  |
| Backhaus                          | Backhaus                          | Elbenröder Straße 9 LageFlur: 1, Flurstück: 173      |              |         | 12466 DDB  |
| Pfarrhaus                         | Pfarrhaus                         | Pfarrgasse 5 LageFlur: 1, Flurstück: 159/3           |              |         | 12467 DDB  |
| Hofanlage                         | Hofanlage                         | Ziegenhainer Straße 19 LageFlur: 1, Flurstück: 68/2  |              |         | 12468 DDB  |
| Hofanlage                         | Hofanlage                         | Ziegenhainer Straße 22 LageFlur: 1, Flurstück: 30/5  |              |         | 12469 DDB  |
| Hofanlage                         | Hofanlage                         | Ziegenhainer Straße 24 LageFlur: 1, Flurstück: 31/5  |              |         | 12470 DDB  |
| Wohngebäude einer ehem. Hofanlage | Wohngebäude einer ehem. Hofanlage | Ziegenhainer Straße 32 LageFlur: 1, Flurstück: 191/2 |              |         | 12471 DDB  |
| Einhaus                           | Einhaus                           | Ziegenhainer Straße 33 LageFlur: 1, Flurstück: 186/4 |              |         | 12472 DDB  |
| Streckhof                         | Streckhof                         | Ziegenhainer Straße 37 LageFlur: 1, Flurstück: 181/1 |              |         | 12473 DDB  |
| Streckhof                         | Streckhof                         | Ziegenhainer Straße 41 LageFlur: 1, Flurstück: 203/5 |              |         | 12474 DDB  |